# Migracja danych
Migracja danych (ang. data migration) – przeniesienie danych z jednego systemu informatycznego, bazy danych, formatu danych do innego.